# Arth
Arth és un municipi del cantó de Schwyz, situat al districte de Schwyz.

Vista aèria des de 600 m per Walter Mittelholzer (1919)

La ciutat d'Arth va adquirir una certa importància com a port de l'antiga ruta del Gothard .

## Geografia
Segons l'Oficina federal d'estadística, Arth té 42,08 km²[2].
El municipi comprèn les localitats de Arth, Oberarth i Goldau. Arth significa « Ós ».

## Monuments i curiositats
- L'església parroquial dels Sants Georges-et-Zenon és una de les primeres grans esglésies barroques del centre de Suïssa. Construïda el 1695-1696 per Jeremias Schmid, la torre connectada a la nau per un porxo és el vestigi d'un edifici més antic del segle XIV. L'interior es caracteritza per unes columnes cobertes com a pilastres sobre les quals descansen dobles arcs coberts d'estuc.
- La capella de Saint-Georges que es va construir entre 1652 i 544 en lloc de l'església parroquial més antiga de la localitat és avui la capella del cementiri.
- Al lloc d'una segona església parroquial dedicada a Sant Zenó s'aixequen els edificis de l'església i el convent dels caputxins, construït al segle xvii. Els caputxins van ser cridats a la regió el 1655 quan es va considerar que el descobriment d'una comunitat protestant a Arth feia necessària la defensa del catolicisme.
- A la plaça del poble hi ha l'Ajuntament que data del 1721.[3]